# Heterodrilus virilis
Heterodrilus virilis är en ringmaskart som beskrevs av Erséus 1992. Heterodrilus virilis ingår i släktet Heterodrilus och familjen glattmaskar. Inga underarter finns listade i Catalogue of Life.